# La Colilla
La Colilla es un municipio de España perteneciente a la provincia de Ávila, en la comunidad autónoma de Castilla y León. En 2024 contaba con una población de 375 habitantes; tiene una superficie de 11,26 km².
La situación del casco urbano corresponde a la hoja 531 (Ávila) de la serie 1/50000 del Mapa topográfico Nacional de España y con la hoja 531-I (31-41) de Ávila (Oeste) en su serie 1/25000 del Instituto Geográfico Nacional.
Este municipio es conocido por sus antiguas e importantes canteras de donde se extrajo la piedra para construir parte de los monumentos de Ávila, como son su catedral, la basílica de San Vicente o su muralla.[cita requerida]

## Símbolos
El escudo heráldico y la bandera que representan al municipio fueron aprobados oficialmente el 12 de marzo de 2003. El escudo se blasona de la siguiente manera:

«Escudo de forma española en campo de gules, murallas almenadas de oro y aclaradas de azur, sumadas de seis peñas (tres, dos y una) de oro surmontadas de estrella de plata y acompañadas de escoda y pica de plata en campaña o punta, terraza sinople al timbre, corona real de España.»
Boletín Oficial de Castilla y León nº 60 de 28 de marzo de 2003

La descripción textual de la bandera es la siguiente:

«Bandera de dimensiones 2:3, tercia al asta. Al batiente, sobre el paño rojo o gules, seis peñas de amarillo u oro, surmontadas de estrella de cinco puntas en blanco o plata; terciada al asta, de rojo o gules muralla almenada de blanco o plata, encajada al asta.»
Boletín Oficial de Castilla y León nº 60 de 28 de marzo de 2003

## Geografía
El término de La Colilla se halla enclavado en la comarca de Ávila (Valle de Amblés) y se sitúa 9 kilómetros del centro de Ávila. El término municipal está atravesado por la carretera N-110 entre los pK 260 y 261.
El relieve del sur del municipio está caracterizado por el valle de Amblés, el primero por el que discurre el río Adaja desde su nacimiento, si bien el río no pasa por el territorio, sino por el sur. Por el oeste el relieve es más montañoso, perteneciente a la sierra de Ávila, destacando la cota de Las Picotillas (1256 metros). La altitud oscila entre los 1256 metros en Las Picotillas y los 1072 metros en el valle. El pueblo se alza a 1117 metros.
| Noroeste: Martiherrero y Casasola | Norte: Martiherrero | Noreste: Martiherrero y Ávila |
| Oeste: Casasola y La Serrada      |                     | Este: Ávila                   |
| Suroeste: La Serrada              | Sur: El Fresno      | Sureste: El Fresno            |

### Orografía
Todo el territorio municipal presenta una importante variación topográfica debido a que comparte características tanto con el Valle de Amblés como por la sierra de Ávila, debido a que se encuentra emplazado entre los últimos picos al oeste de dicha sierra y llega a extenderse hasta apenas 100 metros al norte del río Adaja.
Por lo tanto se puede diferenciar dos tipos de relieves muy distintos, un relieve montañoso al noroeste y otro relieve de fondo de valle al sureste del término municipal.
El relieve montañoso, al formar parte de la sierra de Ávila, tiene, al igual que esta, una orientación predominante este-oeste, aunque las estribaciones finales que corresponden con las que van a morir al territorio municipal de la Colilla, tienen un leve giro al sureste. Este relieve montañoso se ve quebrado por numerosos arroyos y vaguadas dividiéndolo en varios montes convergentes en el noroeste del término municipal, con laderas enfrentadas y muy escarpadas (entre dos de ellas se encuentra el casco urbano) que dan paso a altiplanos sin apenas pendiente.
El relieve que corresponde al sureste del territorio municipal es un relieve típico de fondo de valle, con una cota que va decreciendo levemente desde las faldas de los montes hasta llegar al río Adaja.

### Geología
Los materiales geológicos dominantes en el término municipal de La Colilla son las rocas ígneas pertenecientes a los grandes bloques tectónicos en que quedó dividido el macizo herciniano durante los plegamientos alpinos, apareciendo materiales más modernos cuanto más cerca al río Adaja se baje.
En su parte noroeste, el término municipal está compuesto por roca plutónica perteneciente al zócalo paleozoico de la meseta. En términos generales, esta roca plutónica corresponde a un granito adamellítico de dos micas, normalmente biotítico, de grano medio a grueso, de carácter porfídico (con feldespatos que pueden llegar a medir hasta siete centímetros de longitud). En las granodioritas de los alrededores es frecuente la hornblenda. En cuanto se baja hacia el valle provocado por el río Adaja, y sin alejarse mucho de las faldas de la montaña, se puede apreciar que han quedado conservados materiales detríticos continentales (areniscas graníticas, conglomerados y arcillas) del Mioceno.
Y ya en la parte más suroeste del término municipal, en la parte más cercana al río Adaja, se pueden apreciar formaciones aluviales indiferenciadas del período Cuaternario.
Para analizar la tectónica de la zona se ha de hacer referencia a los plegamientos alpinos, probablemente larámicos, que actuaron sobre los materiales paleozoicos ya consolidados y dieron lugar a la aparición de cuatro sistemas principales de fracturas a favor de los cuales se produjo el desnivelamiento de los bloques que constituyen el Sistema Central.
De estos sistemas, el más importante se dirige al estenoreste y está puesto de relieve de forma espectacular por el valle que sigue el Río Adaja, hasta atravesar por el sureste el término municipal de La Colilla.

### Clima
El clima de la zona se presenta mediterráneo continentalizado, duro en invierno, llegándose a alcanzar temperaturas por debajo de los -16 °C, con una media de días con temperaturas igual o inferior a 0 °C durante los años 1997, 1998, 1999 y 2000 de 75,25 días por año. Las temperaturas mínimas absolutas mensuales durante ese mismo periodo alcanzaron un valor de -8,45 °C.
Esta zona presenta una gran amplitud térmica, debido a que sufre unos veranos muy tórridos, teniendo una media de días con temperaturas igual o superior a 25 °C durante el periodo antes señalado de 78,5 días por año. Las temperaturas máximas absolutas mensuales durante este periodo alcanzaron un valor de 34 °C.
Por lo que se puede deducir que la zona sufre un invierno frío y un verano caluroso. Pero salvando estos extremos se puede ver que la zona cuenta con una primavera y otoño cortos con temperaturas frescas pero agradables.
Se aprecia una temperatura media mensual en la zona durante el periodo antes señalado de 11,325 °C, con una media de número de horas de Sol durante el mismo periodo de 2632,75 horas por año, una media de número de días despejados de 78,25 días por año, una media de número de días nubosos de 203 días por año, una media de número de días cubiertos de 76,25 días por año, con una humedad media mensual en porcentaje de 62,25 % y una precipitación total mensual en milímetros de 449,35 milímetros por año por lo que se deduce que se trata de un clima más bien seco.
Los datos meteorológicos pueden consultarse en enlaces externos.

### Hidrografía
El término municipal se encuentra atravesado por múltiples arroyos que corren por las vaguadas de los montes en época de lluvias, suelen ser muy cortos y durante el resto del año permanecen secos.
Solo hay dos corrientes que permanecen con agua la mayor parte del año, el Arroyo de las Angosturas que fluye por el noroeste del término municipal hasta desembocar en el segundo, el río Duruelo, que una vez juntos pasan por el paraje conocido como «El Arroyo» que es el punto por donde más cerca pasa del casco urbano, a unos 200 metros al norte. El Río Duruelo, al salir del término municipal de la Colilla, pasa a llamarse Río de Bascarrabal para acabar desembocando en el río Adaja.
A pesar de que el Río Adaja no pasa por el término municipal, se deja notar en el sureste del mismo, ya que pasa apenas a 100 metros e influye en la morfología de la zona.

### Vegetación
El término municipal de La Colilla está situado en una zona eminentemente dedicada a la labor intensiva de cereales de secano tales como el trigo o la cebada, y algunos árboles frutales en regadío. Pero dejando de lado los diferentes cultivos del hombre, se puede encontrar amplias zonas de matorral en las laderas de las montañas, donde se puede hallar especies como la Jara, el tomillo, la zarzamora y alguna encina dispersa.
Una vez ya en el valle hay grandes superficies de pastizal en el que se puede localizar gran cantidad de flores de temporada tales como la amapola y la margarita.
Aunque en el límite con el término municipal de Ávila se puede encontrar una gran masa arbórea compuesta por encina, también se pueden ver distintos tipos de árboles de forma más puntual, como es el pino silvestre[cita requerida] y el chopo en las cercanías del río Duruelo.

### Fauna
El término municipal de La Colilla no se caracteriza por tener una gran variedad faunística, pudiéndose encontrar en las laderas de sus montes especies muy comunes como son el conejo, la liebre, algún zorro e incluso se han podido ver algún jabalí en raras ocasiones que bajan desde las partes más altas de la sierra de Ávila para encontrar alimento.
En cuanto a las aves, la variedad tampoco es muy amplia, siendo la especie más importante que habita los campos de La Colilla el milano real, además de otras especies como la abubilla, la golondrina común, junto alguna codorniz, perdiz y tórtola.
En cuanto a reptiles e insectos la clasificación podría ser demasiado amplia, destacando ejemplares como la mantis religiosa, abeja común, lagartija roquera, escuerzo y alguna rana común en las charcas primaverales.

## Historia

### Prehistoria y protohistoria

#### Eneolítico a los primeros tiempos de la Edad del Bronce
Los orígenes más antiguos de La Colilla llevan a distintos asentamientos humanos localizados en el término municipal desde el año 2400 A. C. hasta el 1800 A. C. Las excavaciones arqueológicas realizadas en 1993 en la Cantera de Las Hálagas así lo confirman, con niveles de habitación que comprenden desde los tiempos del Eneolítico hasta la primera etapa de la Edad del Bronce. Parece que ya en aquellos remotos días la población asentada en el término municipal se dedicaba tanto a la agricultura como a la caza, a juzgar por los molinos de mano y las puntas de flechas encontrados en las cabañas excavadas.

#### Edad del Hierro: Los vetones
Aunque se necesitaría una prospección exhaustiva para confirmarlo, es bastante probable que el poblamiento continuara durante el Bronce Final y la Edad del Hierro, última Edad ésta protagonizada plenamente por la tribu celta o celtizada de los vetones. Tal afirmación se basa en el Verraco vetón hallado en el término municipal, hoy en Ávila, y otro hallado en la cercana dehesa de Bascarrabal. La posibilidad cobra vigor también con las cerámicas que constantemente afloran en el paraje denominado Las Zorreras de Vigalgordo, un enclave muy a propósito para la ubicación de un pequeño castro (fortificación), cercano al llano con sus posibles tierras cultivables, pero enclavado en una pequeña elevación con vistas a la parte final del Valle de Amblés.

### El azote deAníbal
En el año 220 A. C. los vettones tuvieron que enfrentarse a las huestes de Aníbal, que se adentraron en la Meseta Norte para engrosar con levas forzosas las fuerzas que cruzarían los Pirineos y los Alpes para marchar contra el Imperio romano. Tras cruzar el Sistema Central, los cartagineses entraron en la actual provincia salmantina, marcharon contra Mirobriga Vettonum (Ciudad Rodrigo) y tomaron Helmantica – Salmantica (Salamanca) al asalto. Tras esto se dirigieron a Ávila y libraron importantes combates contra los castros de la región. Es posible que intentaran la destrucción de Obila – Abulobrica (Ávila). Los vettones tuvieron su Numancia particular durante la resistencia del cercano castro de La Mesa de Miranda, posiblemente Arbucola, en el término de Chamartín de la Sierra, con asalto de elefantes y los mejores ingenios bélicos de la época. Es muy posible que La Colilla, en pleno Valle de Amblés, también se viera implicada en estas operaciones militares y que sus gentes tuvieran que hacer frente a los invasores bien in situ o bien guareciéndose en alguno de los grandes castros cercanos (Ulaca, Mesa de Miranda, Óbila, Castillejos de Sanchorreja...).

### Conquista romana
No obstante, los cartagineses no lograron cambiar el statu quo de la zona. Sí lo haría, y ya de forma definitiva, la antigua Roma, aunque tardaría más de un siglo en conquistar y someter totalmente al país de los vettones. Tras obligar a la población autóctona a bajar de los castros y establecerse en los valles, se procedió a la creación de nuevos asentamientos. Para ello se elaboró una red de comunicaciones de las que en buena medida son herederas muchas de las carreteras actuales. Por el término de La Colilla discurre la antigua calzada romana que unía Ávila con el Puerto de Tornavacas, actualmente la carretera N-110. Otra vía romana que pasa por el término municipal era la calzada que, a través de los Puertos del Pico y Menga, unía Talavera de la Reina con la capital abulense, coincidente en muchos puntos con la actual N-502. Por La Colilla se corresponde con el camino viejo que une Ávila con El Fresno, Niharra y el puente romano de Los Cobos, ya en las inmediaciones de Solosancho. Otra vía romana se encontraría en la zona colillana de El Carpio, a modo de variante o camino que comunicaría las dos calzadas anteriores antes de su unión ya a las puertas de Ávila.

### Invasiones germánicas.Reino visigodo
Vándalos, suevos y alanos penetran en la Hispania romana en 409 y se apoderan de todo el territorio, a excepción de la provincia tarraconense. Las tierras de Ávila, enmarcadas entonces en la provincia lusitania, sufren la devastación de los alanos, hasta que son prácticamente exterminados en 411. Los suevos, que se habían establecido en la Gallaecia Occidental, bajo su rey Rekila, atacan la Baetica en 438 y un año después la Lusitania. La zona abulense se vio expuesta a estos ataques y a la réplica romana del emperador Avito. Años más tarde, son los suevos de Rekiario quienes se enfrenten en los mismos escenarios a las huestes del visigodo Teodorico II, federado de Roma. La instauración del reino visigodo supondrá una prolongación de la Antigüedad tardía. Aunque por el momento no se han encontrado vestigios de este período en el término municipal, La Colilla bien pudo contar con la presencia visigoda, pues sí resulta constatada, aunque ligeramente, en la cercana capital abulense y otras localidades de la provincia.

### Edad Media
El desmoronamiento del reino visigodo a causa de la invasión musulmana no supone, como tradicionalmente se ha establecido, un desplazamiento tan masivo de la población romano–visigoda a la zona Norte de la península. En torno a 714 llegan los musulmanes a la ciudad de Ávila, de la que dicen algunas crónicas que «fincó destruida e yerma». No se sabe qué fue de los posibles asentamientos humanos que podrían existir en el término de La Colilla.
El llamado «desierto estratégico», en el que se encontraba Ávila, en el valle del Duero, contó no obstante con un bajo pero existente nivel de población. Después de más de tres siglos como «tierra de nadie», de innumerables razzias tanto cristianas como musulmanas (se piensa que Almanzor arrasa Ávila en 994) y de sucesivas pérdidas y recuperaciones, las tropas de Alfonso VI de León y Castilla toman de forma definitiva la ciudad y su tierra en torno a 1080. Pocos años después comienza la repoblación de la capital y sus territorios con gentes procedentes del Norte para asegurar una retaguardia avanzada, junto con los núcleos de Salamanca y Segovia, ya que Toledo había caído en manos de Castilla ya en 1085. Para ello se fortifican estas viejas urbes como nunca se había visto y comienza su repoblación, obra del yerno de Alfonso, el conde Raimundo de Borgoña. El caso de las murallas de Ávila resulta paradigmático y constituye el recinto fortificado mejor conservado de Europa. Para su construcción y para la erección de las numerosas iglesias románicas de la capital abulense se necesitará piedra de primera calidad. Aquí entrará en la historia el pueblo de La Colilla, fundado muy posiblemente por repobladores vasco–navarros en la última década del siglo XI con motivo de la explotación de sus fecundas canteras, no solo de granito, sino de una piedra que inmortalizará los principales templos del Ávila medieval, la piedra arenisca de tonos amarillos, naranjas y rojizos, veteada por óxido de hierro, un material único que se presta a la filigrana de los maestros más avezados.
La Colilla aparece en la Crónica de la Población de Ávila como escenario de un acontecimiento bélico acontecido sobre el 1100, entre las milicias concejiles de Ávila y un ejército musulmán que ocupó el Valle de Amblés y trató de tomar infructuosamente la ciudad amurallada. Según la Crónica, muy viciada del lado de los señores, en el Alto de La Coliella el pueblo llano se retiró del combate, retornó a la ciudad y se cerró de nuevo tras las murallas, con lo que quedaron solos los caballeros frente a los invasores. La caballería abulense persiguió a los sarracenos y, bajo el mando del caballero Acedo, que juró por su barba no regresar sin la victoria, los derrotó en el desde entonces llamado monte de Barbacedo, cerca de Solosancho. Cuenta la Crónica que, de regreso a Ávila, la plebe no solo cerró las puertas de la muralla a los caballeros sino que también les reclamó el botín de la batalla. Las represalias no se hicieron tardar, ya que el conde repoblador impuso severas penas contra el pueblo, al que obligó a vivir en los arrabales, mientras los caballeros le hacían entrega de quinientos corceles árabes del botín, en función del «quinto de cabalgada» que se obligaba por ley.
La población de hombres libres, exentos de impuestos durante los diez primeros años de su asentamiento en las tierras de La Colilla, fue cambiando paulatinamente, con un incremento del poder de la casta de caballeros, ascendidos a nobles por sus razzias contra Al-Ándalus, y de los altos cargos de la Iglesia. Así se aprecia que ya a finales del siglo XIII buena parte del territorio de La Colilla está en manos del cabildo catedralicio–episcopado y que el caballero Esteban Domingo, lega al clero en su testamento todas las propiedades que poseía en La Colilla.
Aparece La Colilla en un documento del cardenal Gil Torres de 1250, firmado en Lyon, como aldea del Valle de Amblés sufragánea del Arcedianato de Ávila.
Se vuelve a encontrar referencias escritas de La Colilla a finales del siglo XV en un documento donde los Reyes Católicos confirman la delimitación territorial de La Colilla. En esas mismas fechas y a comienzos del siglo XVI se encuentra una referencia señorial, concretamente a doña María de Herrera, condesa de Velada, señora de La Colilla y esposa del Corregidor. A esta señora y a su tía, doña Aldonza de Guzmán, se debe la restauración del santuario de Nuestra Señora de Sonsoles. Muy probablemente hay que retroceder a aquellos años para encontrar el origen del privilegio de los «pueblos de La Coliella» a contar con un día propio para realizar la Ofrenda a la Virgen de Sonsoles, concretamente cada tercer domingo de octubre.
En cuanto a la expresión de «pueblos de La Coliella», hay que tener en cuenta que del núcleo principal dependían al menos dos aldeas anejas, llamadas Galindos y Serracines, despobladas desde hace luengos siglos y ya desaparecidas.

### Edad Moderna
El final de la Reconquista y el Descubrimiento de América supusieron un importante desplazamiento de gentes desde sus viejos solares hacia las nuevas tierras. Aunque en menor medida que Extremadura, de las tierras de Ávila marcharon al Nuevo Mundo bastantes jefes militares e importantes contingentes humanos.
No hay constancia de la repercusión que pudo tener la Guerra de las Comunidades en el pueblo de La Colilla, pero es probable que el movimiento, que surgió en las ciudades y se extendió al campesinado, se viera reflejado también en La Colilla. Se ha de recordar que la Santa Junta de las Comunidades se reunió en la catedral de Ávila, que La Colilla era una población entonces donde la clase señorial tenía bastante peso y que todos los pueblos de la tierra de Ávila mandaron sus representantes a la Junta.
En el censo de población de la Corona de Castilla de 1591 figura La Colilla con una población de 26 vecinos, unos 100 habitantes, dentro del Sexmo de San Pedro, que incluía las comarcas del Valle de Amblés y las Parameras. La crisis que minó la Corona a partir del siglo XVII también repercutió en La Colilla, con una disminución del número de habitantes, a pesar de ciertas medidas que en época de Carlos III intentaron reactivar la economía abulense.

### Edad Contemporánea
La ocupación francesa también debió de afectar directamente al término municipal. Como ocurrió en otros muchos pueblos del Valle, es muy probable que el templo parroquial sufriera los expolios que ordenó José Bonaparte destinados a incautarse de cuantos objetos de plata existieran en las iglesias para fundirlos y hacer moneda con que sufragar los gastos de la invasión. También es posible que algunos mozos colillanos participaran en los grupos guerrilleros que se opusieron a los franceses en el Valle de Amblés. El episodio de la ocupación francesa quedó grabado en la memoria popular de La Colilla.
Durante el siglo XIX se asiste a una lenta recuperación de la zona. En el caso colillano a ello contribuye la vuelta a la explotación de las canteras, sobre todo para adoquines, y la llegada del ferrocarril a la capital abulense en 1858.
El siglo XX significó para La Colilla, como para el resto de España, la llegada de la Segunda República Española y las primeras elecciones libres para hombres y mujeres. Llegó la luz eléctrica y se proyectó levantar una «Casa del Pueblo». Pero este plan, como otros muchos, se vio truncado por el estallido de la guerra civil española en 1936. La Colilla quedó durante toda la contienda en la zona sublevada y varios de sus habitantes sufrieron las represalias a manos de torturadores de extrema derecha.
La contienda supuso un grave varapalo para el negocio de la piedra, que en tiempos de la Segunda República Española se encontraba en manos de ciertas empresas catalanas. A partir de los años cincuenta el pueblo sufrió una fuerte emigración a las grandes capitales del país. Paulatinamente, muchas tierras pertenecientes a la nobleza y el clero fueron adquiridas por el Ayuntamiento y por particulares. Tal fue el caso, por ejemplo, de la Dehesa del Arroyo, antaño perteneciente al conde de Orgaz, o las tierras eclesiásticas de la Capellanía de Anaya o los Comunes de San Vicente.

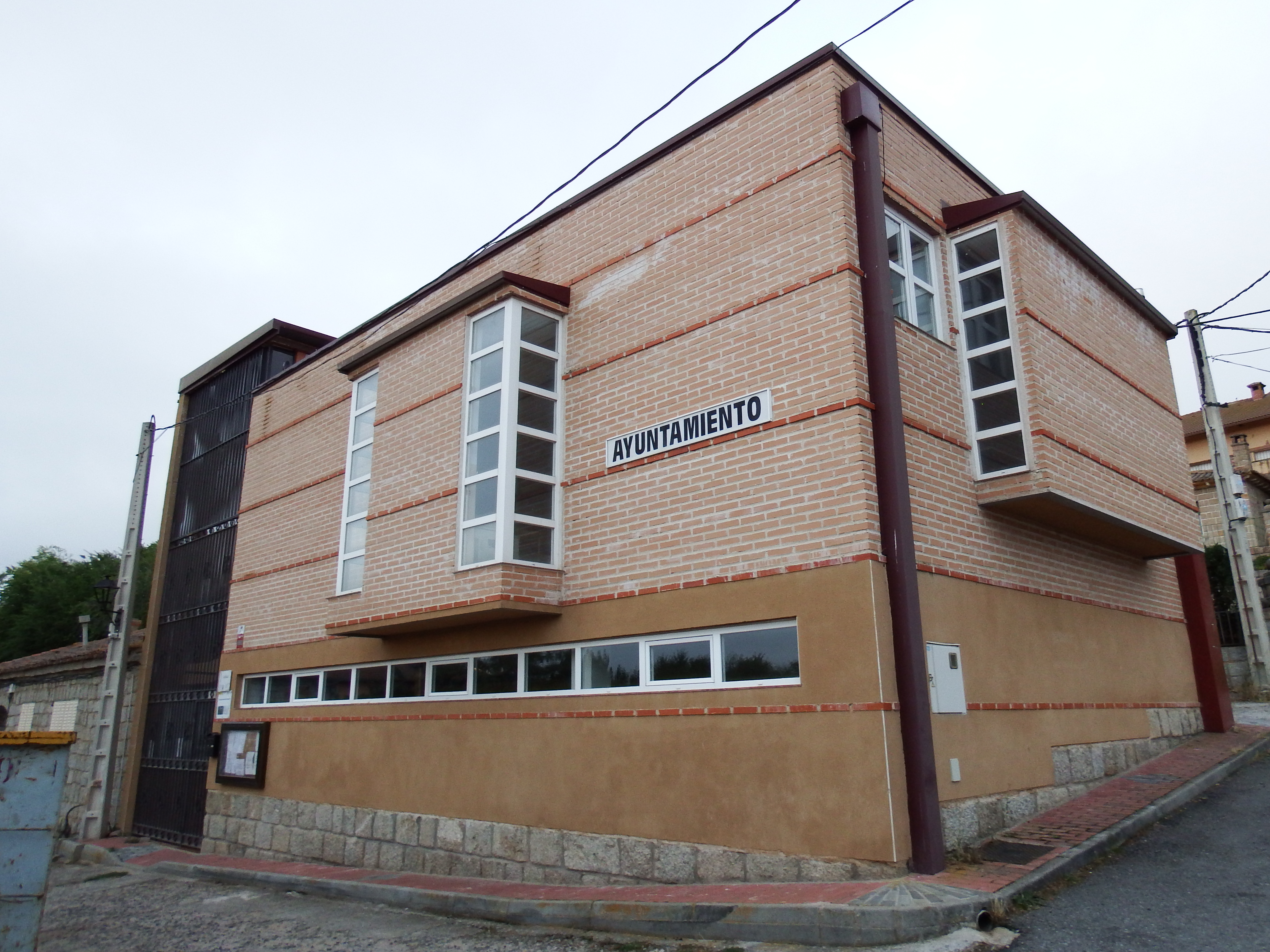
Nueva casa consistorial

Cayó el Régimen de Francisco Franco con la muerte del Dictador, pero en La Colilla hubieron de pasar todavía varios años hasta que los distintos Ayuntamientos adoptaron verdaderos planteamientos democráticos.
En los años ochenta se procedió al pavimentado de la mayoría de las calles del pueblo y cobró entidad el polígono industrial, que ya cuenta con más de cuarenta empresas.
Actualmente, se está experimentando una destacada recuperación demográfica y se han mejorado de forma notable las infraestructuras municipales, con proyectos como el polideportivo municipal, la piscina municipal, la guardería, el telecentro, el cementerio nuevo con su ermita, o el acondicionamiento del Ayuntamiento Viejo como centro etnográfico y de interpretación de la cantería.

## Demografía
La Colilla cuenta con una población de 375 habitantes (INE 2024).
| Gráfica de evolución demográfica de La Colilla entre 1842 y 2021                                                                                                |
| |
| Población de derecho según los censos de población del INE. Población de hecho según los censos de población del INE.En este censo se denominaba Colilla: 1842. |

El número de habitantes y la evolución de la población en el término municipal en los años de los cuales se tienen datos se reflejan en la tabla contigua.
De esta tabla se deduce una evolución normal de crecimiento continuo, con diversas fluctuaciones como es lógico, hasta finales de la década de los 50, alcanzando en el año 1954 el máximo de habitantes con 497 habitantes de hecho. A partir de este año se inicia un progresivo descenso debido a la migración a las grandes urbes, teniendo su punto culminante en 1996, donde el pueblo contaba con 196 habitantes de hecho.

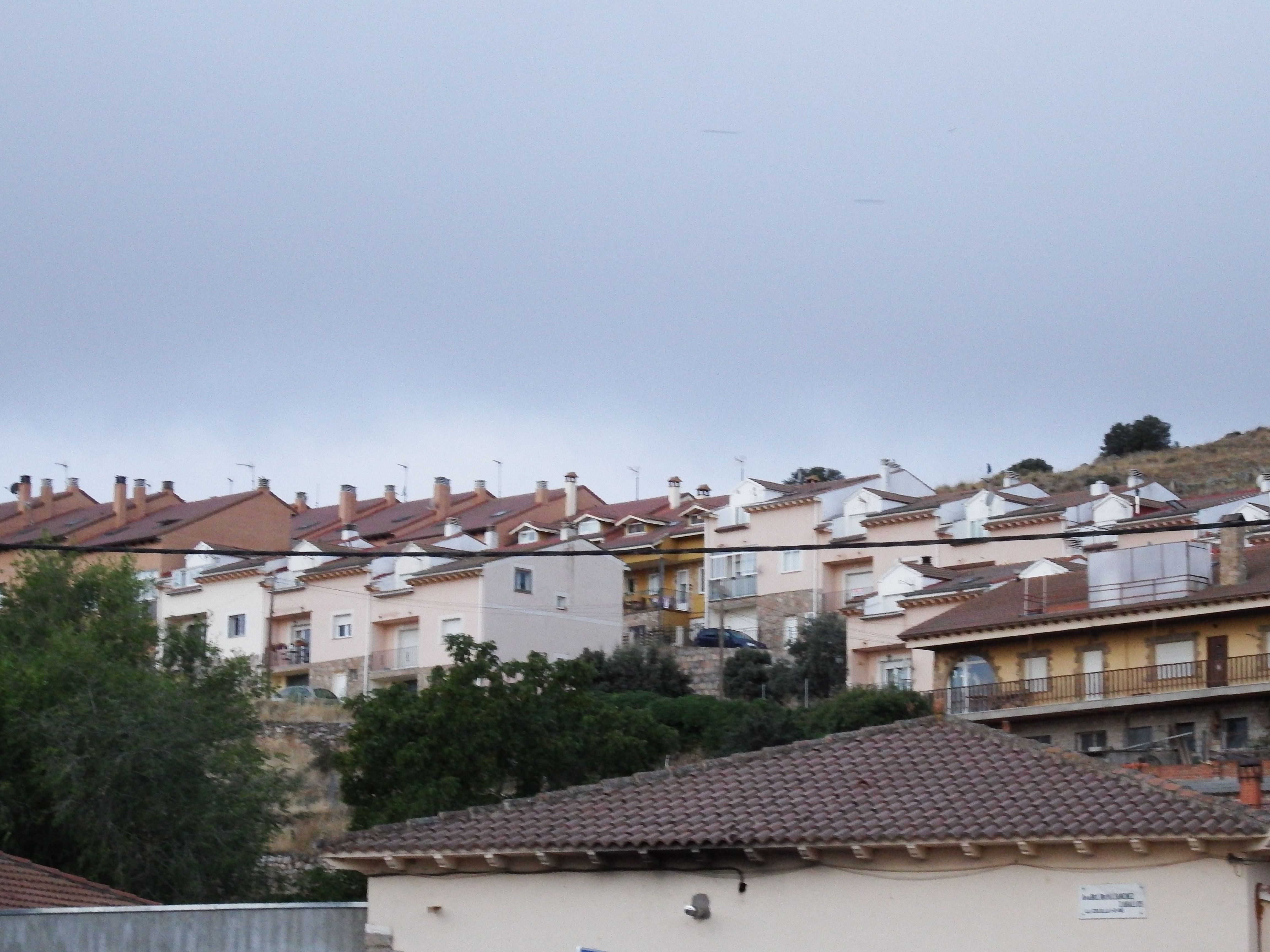
Viviendas unifamiliares en La Colilla

Desde entonces, y debido a la cercanía de La Colilla a la capital de la provincia, está proliferando la construcción de chalet, lo que está convirtiendo al pueblo en una «ciudad dormitorio», aumentando rápidamente el número de habitantes hasta alcanzar un total de 279 habitantes de hecho hoy día.
La diferencia que hay entre población de hecho y población de derecho consiste en que la población de hecho del municipio está formada por los residentes presentes y los transeúntes del mismo. La suma de residentes presentes y ausentes constituye la población de derecho.
El municipio de La Colilla seguía una evolución parecida a la provincia de Ávila, en la cual la población llevaba un lento y continuado decrecimiento, con un crecimiento vegetativo negativo, producto de una población muy envejecida. La capital se constituía como punto de destino migratorio para los deprimidos municipios de su entorno, logrando incrementar el número de habitantes. La población de hecho de la capital ha pasado de representar un 9,3% del total provincial en 1950 al 28,8% en 1991. Los movimientos principales de la población se producían desde los núcleos pequeños a la cabecera de comarca, a la capital de provincia y a Madrid.
Pero en los últimos años se está experimentando una tendencia inversa en los pueblos que rodean la capital de la provincia, debido a que el terreno en ésta es demasiado caro, y sale más económico trasladarse a un núcleo urbano próximo y desde éste desplazarse a trabajar a Ávila, usando el pueblo como «ciudad dormitorio».
En el último censo registrado, de 2005, se reflejan estos datos poblacionales:
La mayoría de los habitantes se localizan en el núcleo urbano, aunque también se encuentran, en un número muy reducido, en las cercanías de la carretera N-110. Según el censo de población y vivienda del Instituto Nacional de Estadística de España de 2001, se localiza un total de 488 viviendas, de las cuales 100 son viviendas principales, 203 viviendas secundarias y 185 son viviendas vacías.
La densidad del término municipal en 2006 es de 24,78 habitantes por km², que supone situarse muy por debajo de la media nacional (89,40 habitantes por km²). No obstante esta media no debe considerarse muy alejada a la adecuada al tipo de actividad en el que se desarrolla (principalmente agropecuaria), puesto que, dentro de la provincia de Ávila, se corresponde con una de las medias más altas en términos municipales de similares características y es superior a la densidad media de la provincia (20,75 habitantes por km²).

## Economía

### Encuadre provincial
La provincia de Ávila es una de las más deprimidas de la comunidad autónoma de Castilla y León, con una participación en el PIB regional de aproximadamente un 5,5 %, y una renta per cápita anual más de 600 € inferior a la de la comunidad autónoma y de 1200 € por debajo de la de España.
En cuanto al desglose sectorial del PIB en la provincia, hay que reseñar inicialmente que la entrada en la Unión Europea está suponiendo una reconversión solapada debido a que los principales productos agrícolas producidos (patatas, remolacha, cereales, productos lácteos) son poco competitivos, además de excedentarios, en el marco de la UE.
Este hecho ha acelerado la caída continua de la producción agrícola que se advertía en los años previos a 1986, en que tuvo lugar la integración en la UE. Se estima que en la actualidad constituye aproximadamente el 12,5% del PIB provincial.
El pretérito protagonismo de la agricultura en la economía ha sido ganado por el sector servicios que en la actualidad representa más del 60% de la producción total.
Hay que resaltar también el progresivo avance del sector construcción que ha sobrepasado en aportación a la producción del tradicional sector agrícola, situándose en torno al 15,6% de la producción total, crecimiento que es debido en gran parte a la realización de obras de infraestructura.
El sector industrial sigue teniendo poca participación porcentual en el producto provincial, estancándose en el incremento anual de esta participación en torno al 1%. Por otro lado, Ávila no posee un alto grado de aglomeración industrial (solo alguna empresa sobrepasa de los 500 trabajadores).
La tasa de actividad de la provincia, en torno al 42 %, está 7 puntos por debajo de la tasa de actividad nacional y 2,5 puntos por debajo de la de la comunidad autónoma. Estos datos de actividad son el resultado de una población altamente envejecida y, por consiguiente, con amplios sectores no productivos. La tasa de desempleo, por la misma causa, se sitúa en los niveles provinciales más bajos de España (alrededor del 10,5%).
La distribución por sectores de la población ocupada muestra también la preponderancia adquirida por el sector servicios que aglutina el 59% de los ocupados. Construcción y agricultura acumulan el 17,2% y el 9,3% respectivamente.

### El municipio de La Colilla
El análisis anterior de la economía provincial es trasladable, casi en su totalidad, al municipio de La Colilla, exceptuando la preponderancia del sector servicios, a pesar de contar con un polígono industrial en el término municipal, que poco influye en el municipio.
La población del término municipal muestra un grado considerable de formación, con más similitud a las grandes urbes que a pequeños pueblos, teniendo un 51,1% de habitantes que han superado estudios en primer grado y un 26% que ha superado estudios en segundo grado (ESO, EGB, Bachillerato Elemental). Teniendo incluso un 7,8% que han concluido una carrera universitaria, y tan solo un 0,5% de analfabetos.

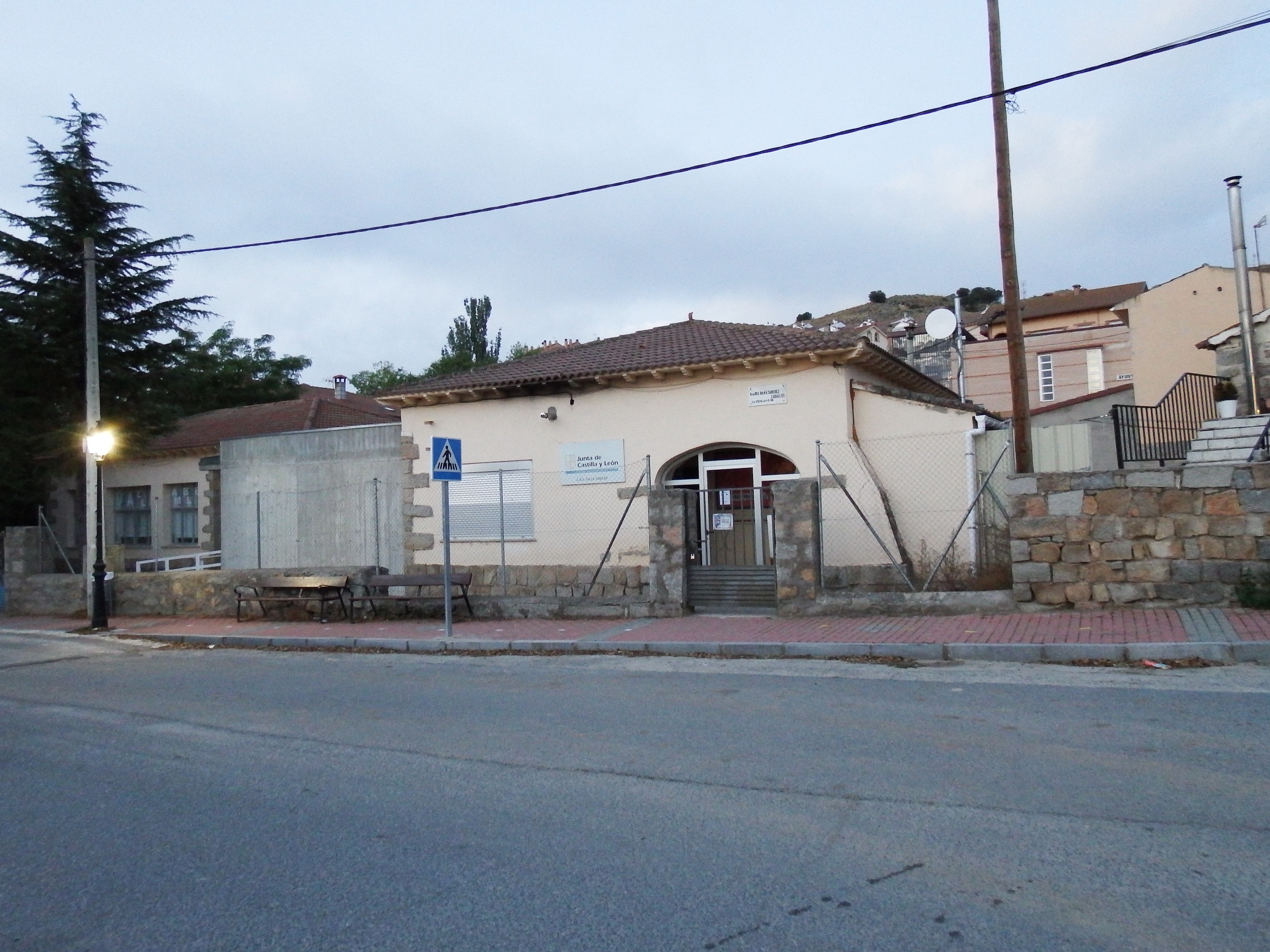
Centro Rural Agrupado Valle Amblés

Estos niveles de formación, más elevados que en municipios con similares características a La Colilla, son debidos principalmente a la cercanía del casco urbano a Ávila, ya que facilita la entrada de la población a estudios a los que no pueden acceder en el municipio, ya que La Colilla solo cuenta con Escuela de Primaria.
Esta cercanía a Ávila provoca que el 100% de los habitantes con edad inferior a 20 años estén cursando estudios de cualquier tipo, dato este relevante ya que a partir de los 16 años la escolarización no es obligatoria. Este dato es más relevante cuando se analiza la población entre 20 y 25 años, ya que son más del 41% de los habitantes los que cursan algún tipo de estudios.
En cuanto se analiza el estado civil de la población se advierte un dato curioso, ya que de los 131 hombres censados en 2001 estaban solteros 58, por los 69 casados, 3 viudos y 1 separado y de las 128 mujeres censadas estaban solteras 46, por las 60 casadas, 19 viudas, 1 separada y 2 divorciadas. Teniendo en cuenta que en 2001 estaban censados 40 hombres menores de 30 años y 44 mujeres, quiere decir que hay un alto número de solteros en edad de casarse. Otra consecuencia más de la semejanza de los habitantes de La Colilla a los habitantes de una gran urbe, ya que en los pueblos menos desarrollados el número de solteros es menor.
Otro dato llamativo que demuestra la dependencia de La Colilla hacia Ávila es el gran número de vehículos, ya que según el padrón de 2002 estaban censados 240, esto quiere decir que hay algo menos de 1 vehículo por habitante censado. Teniendo en cuenta que el número de menores en el censo se compensa con el número de vehículos de uso agrícola y ganadero censados, aproximadamente hay un vehículo de uso doméstico por cada mayor de 18 años. Esto puede ser debido principalmente a que son mínimos los puestos de trabajo en el municipio y para trabajar los habitantes se deben desplazar hacia Ávila.
Esta cercanía a Ávila ayuda a que la tasa de actividad sea elevada, con una tasa de un 25% para los hombres entre 16 y 24 años, 98% para los hombres entre 25 y 44 años y un 78,6% para los hombres entre 45 y 64 años. Esta tasa es algo menor en el caso de las mujeres, como es habitual en el mundo agrario, con una tasa de 54,5% para las mujeres entre 16 y 24 años, 60% para las mujeres entre 25 y 44 años y un 45,5% para las mujeres entre 45 y 64 años. Esta tasa de actividad tan elevada hace que el paro sea muy inferior a lo esperado, con un 6,9% de habitantes parados en edad de trabajar. Esta tasa de paro es mucho menor a la tasa de paro provincial, anteriormente citada, y a la tasa de paro nacional.
Si analizamos la tasa de paro por edades y sexo, con un 33,3% de parados en hombres con edades entre 16 y 24 años, 0% para los hombres entre 25 y 44 años y un 4,5% para los hombres entre 45 y 64 años. Y sabiendo que las mujeres tienen una tasa de paro de 16,7% de paradas entre mujeres con edades entre los 16 y 24 años, 16,7% para las mujeres entre 25 y 44 años y un 10% para las mujeres entre 45 y 64 años, vemos que se confirma la tendencia nacional, siendo los sectores más castigados por el paro los jóvenes y las mujeres.
La población activa del término municipal muestra en la composición por sectores de actividad económica una concentración en el sector primario, aunque también hay una representación considerable del sector secundario en el subsector de la construcción. El sector terciario sigue sin alcanzar cierta entidad, aunque siempre ha habido un remanente que ha conseguido subsistir.
El suelo agrario del término municipal comprende un total de 970 ha, de las cuales 378 ha corresponden a tierras labradas, cuyo aprovechamiento total es herbáceo, 587 ha son de pastos permanentes y 5 ha. recaen sobre otras tierras no forestales, todo organizado en 311 parcelas. De esas 970 ha que suman el total del suelo agrario del término municipal, 307 ha corresponden con un régimen de tenencia en propiedad, y las otras 664 ha se encuentran en un régimen de arrendamiento.
El suelo agrario comprende un total de 18 explotaciones, de las cuales 16 son explotaciones con tierras y 2 explotaciones sin tierras (pastoreo). Estas explotaciones cuentan con 288 unidades ganaderas, de las cuales 108 corresponden a ganado bovino, 176 a ovino, 2 a porcino y 2 a ganado equino, y con 12 unidades de trabajo-año. Las 18 explotaciones tienen 17 titulares (persona física), de las cuales 14 tienen como ocupación principal solo la explotación, y 3 que tienen como ocupación principal otra actividad lucrativa. Los titulares cuentan con 6 tractores y 2 motocultores.
La producción agrícola está en función de la ganadería, cosechándose principalmente centeno y cebada, que se utiliza como pienso para el ganado, además de algunos productos para el consumo local.
El sector secundario se reduce prácticamente al subsector de la construcción, el cual goza de una ventaja histórica, ya que desde siempre son conocidas las canteras de La Colilla de las que se ha utilizado su piedra. En la actualidad La Colilla cuenta con varias empresas dedicadas a la construcción que dan trabajo a parte de la población.
Contando el polígono industrial, el término de La Colilla cuenta con 55 empresas censadas.
El sector terciario adquiere en el término unas características domésticas, dado que no existe volumen suficiente de visitantes por lo que solo prevalece parte de los servicios tradicionales (Bares…), el resto de servicios se completan con repartidores que acuden al pueblo periódicamente (panadería, frutería, pescadería…) o desplazándose hasta Ávila.
Últimamente se está potenciando desde el Ayuntamiento el turismo rural, ya que tiene proyectado la creación de un Centro Etnográfico orientado a la interpretación de la cantería. Todo ello ayudado por la existente casa rural que ya atrae a gran número de visitas y la conocida «Venta de La Colilla».

### Propiedad del suelo
Dentro del perímetro calificado de suelo urbano la propiedad está, en su práctica totalidad, en manos privadas. Esto supone un grave problema a la hora de planificar y obtener terrenos para dotaciones y espacios libres tan necesarios para el equilibrio urbanístico del núcleo de población, aunque este problema es algo menor en las nuevas urbanizaciones realizadas en la periferia de la localidad, a las que se exige dejar un espacio verde de determinado tamaño. Por otro lado, en las nuevas zonas de crecimiento cercanas a esta delimitación, tampoco se encuentran terrenos de propiedad pública que cubriesen estos desequilibrios, ya que toda la propiedad pública se amontona en una zona y está completamente ausente en el resto.
Todo esto supone que, desde el prisma del legislador, existen varias posibilidades para la obtención de estos terrenos de propiedad pública: en el suelo urbano, delimitar unidades de ejecución con cesiones, en el suelo apto para urbanizar, zonas a desarrollar mediante planes parciales o bien llegar con esta delimitación de suelo hasta terrenos que sean propiedad del ayuntamiento y que en la actualidad se encuentran alejados de la delimitación de suelo urbano vigente. Se considera adecuado utilizar conjuntamente los tres mecanismos descritos, puesto que de esta manera se buscará el equilibrio constante entre edificación, equipamiento y espacios libres en cada una de las zonas de futuro desarrollo. De esta manera, al cabo de algún tiempo, el municipio gozará de zonas comunes en todos los terrenos de nueva urbanización.
No obstante y debido a que la experiencia sobre el desarrollo posterior de estas figuras de planeamiento conlleva una gran dificultad para estos pequeños municipios sin capacidad de gestión, se establece que, dentro del suelo urbano, la cesión de los terrenos se vinculará más a la ampliación de viales y a zonas dentro de éstos para futuro arbolado, isletas, etc. y dentro del suelo apto para urbanizar se buscará que estas cesiones se sitúen de tal forma que perjudiquen lo menos posible a un único propietario de suelo (para que la reparcelación sea lo más sencilla posible).

## Cultura

### Fiestas y tradiciones
La fiesta tradicionalmente más popular es la denominada «Fiesta de Junio» y se celebra durante el fin de semana siguiente al Corpus Christi, normalmente todavía con frío en el cuerpo en estas tierras altas. Antes de la masiva emigración a las grandes ciudades durante los años cincuenta y sesenta, la llamada «Fiesta de Junio» era más seguida que la de San Roque de agosto. Tras varios años de escasa asistencia, parece que esta festividad ha ido recobrándose en fechas recientes gracias a las nuevas generaciones.
La Colilla celebra como fiesta mayor, a mediados de agosto las festividades de San Roque y la Virgen. Quizás este culto a San Roque se deba a influencia de los repobladores traspirenaicos que llegaron con Raimundo de Borgoña, yerno de Alfonso VI de León y Castilla. Estos días se amenizan con verbenas nocturnas, grupos musicales y las actividades del cada vez mayor número de peñas que existen en el pueblo (En las que participan casi la totalidad del pueblo, siendo las más multitudinarias «El Reencuentro», «El Peñazo», «Los Despeñaos», «El cortijo de los mimbrales», «Los Mainos», «Los Facundos» (o «Los discípulos de Facundo»), «Los Kacis» (o «Los Kacis de la Koly»), «Los Okupas», además de algunas más minoritarias y de niños. Aparte de carreras pedestres y ciclistas, se celebran distintos juegos populares de raigambre ancestral como la calva y los herrones, además de variadas actividades dedicadas a los más pequeños. Eso sin contar con las comilonas populares a las que suele invitar el Ayuntamiento.
Desde tiempos medievales La Colilla celebra el tercer domingo de octubre su Ofrenda a la Virgen de Sonsoles, Patrona de la Tierra de Ávila. Todos los años se reúne todo el pueblo en el santuario, situado a unos cinco kilómetros de la capital abulense por la carretera de Toledo, se celebra una misa y, tras una romería en la que se disputa el sacar el paso de la Virgen, se procede a una comida campestre. Es actualmente un día que sirve de punto de encuentro a muchos colillanos que ya no residen en el pueblo y un buen momento para la degustación comunal de productos de la tierra.

### Urbanismo
La población del término municipal de La Colilla, con 279 habitantes, se concentra mayormente en el núcleo urbano, en el cual se localizan, según el censo de 2001, 498 edificios, de los cuales 488 corresponden a viviendas. Estas viviendas se dividen en 100 viviendas principales, 203 viviendas secundarias y 185 viviendas vacías. Gran parte de ellas situadas en el casco urbano y amoldándose a las características topográficas del territorio.
Según la misma fuente se localizan 148 locales censados, la mayoría de ellos se sitúan en el polígono industrial y a lo largo de la carretera N-110.
Desde la plaza de la Constitución, en que se sitúa el ayuntamiento, salen radialmente las cinco calles principales que conforman el pueblo, de las cuales parte el resto de las calles secundarias. También discurre una sexta calle principal desde el comienzo del pueblo por la carretera local AV-P-601 hasta la salida del pueblo por la carretera local a Martiherrero, pasando enfrente de la iglesia y de las eras, ésta es la única calle principal que no pasa por la plaza. Exceptuando estas calles principales, el resto suelen ser calles estrechas creándose pequeñas plazuelas por las intersecciones de las mismas o por los retranqueos e irregularidades de las edificaciones.
La tipología edificatoria muestra un predominio de casas bajas, ya que según el censo, el 72,7% de los edificios solo cuentan con una planta sobre rasante, teniendo dos plantas solo el 19,5% teniendo como máximo cuatro plantas (solo el 0,2% de los edificios).
En general se trata de edificios antiguos. El 12,7% de las edificaciones se construyeron antes de 1940 y el 33,9% de los edificios fueron realizados entre 1941 y 1970. No obstante se pueden apreciar construcciones recientes en la periferia del pueblo y en lugares puntuales del interior del casco urbano, haciéndose notar que desde 1999 y hasta el 2001 se ha construido el 17,3% (bastante más si nos referimos a nuestros días) de las edificaciones de La Colilla, debido principalmente a las nuevas construcciones de chalets adosados.
A pesar de esta aparente antigüedad de las construcciones, el 78,3% de las viviendas presenta un estado bueno, frente al 15,9% y 5,8% que presenta un estado deficiente o malo respectivamente, sin presentar ninguna vivienda el estado de ruinoso.
La superficie útil que tiene la vivienda presenta una gran variedad, dependiendo sobre todo de la zona en la que se asiente, ya que hay más superficie para edificar en la zona más llana del casco urbano que en las laderas contiguas. La mayoría de las viviendas, el 13,3%, el 17,3% y el 18,3% tienen una superficie entre 46 y 60 m², entre 61 y 75 m² y entre 76 y 90 m² respectivamente, haciéndose notar que tan solo el 1% es inferior a 30 m² y el 8,2% tiene más de 180 m².
Según el régimen de tenencia de las viviendas, el 53,1% de los hogares son poseídos por compra totalmente pagada, el 22,4% de los hogares son poseídos bajo hipotecas y el 18,4% son poseídos por herencias, dejando un mínimo porcentaje para viviendas alquiladas y demás tipos de posesión. Este dato es significativo, ya que es característico de pequeños pueblos donde la gente no va de vivienda en vivienda como ocurre en las grandes urbes.
Las construcciones en general son de piedra o de ladrillo enfoscado. Estas viviendas suelen ser bajas, porque las normas subsidiarias exigen que no sean superiores a tres pisos. A pesar de estas tendencias se pueden observar ciertas casas enormes, y algunas otras construidas con ladrillo visto. 
Últimamente se está manifestando una tendencia a construir casas fuera del casco urbano, en fincas particulares próximas al pueblo, que por lo general se sitúan al lado de la carretera local AV-P-601 y en los caminos que salen del casco urbano, las cuales no tienen acceso a abastecimiento público de agua corriente ni a evacuación de aguas residuales.

## Servicios

### Infraestructuras
A continuación se numeran las infraestructuras existentes en el casco urbano, detallándose según el caso.
- Estado de la Pavimentación
  - Superficie no pavimentada (m²) ----------------------------------------------------------> 1986
  - Superficie pavimentada (m²) -----------------------------------------------------------------> 15862
  - Superficie pavimentada en buen estado (m²) -----------------------------------------------> 1740
  - Superficie pavimentada en regular estado (m²) -------------------------------------------> 14122
  - Superficie pavimentada en mal estado (m²) -----------------------------------------------> 0
  - Superficie pavimentada en ejecución (m²) ------------------------------------------------> 0

- Carreteras en el término municipal
  - Longitud de las carreteras del término municipal (km.) ------------------------------> 4,30
  - Longitud de las carreteras del término municipal que presentan un buen estado (km.) -> 4,30
  -  % de longitud de las carreteras del término municipal que presentan un buen estado --> 100,00

- Alumbrado público
  - Potencia instalada (en kW) ---------------------------------------------------------> 5,00
  - Puntos de luz -----------------------------------------------------------------------> 47
  - Viviendas sin servicio de alumbrado público -----------------------------------------> 0
  - Longitud de las calles sin servicio de alumbrado (m) --------------------------------> 0

- Líneas telefónicas
  - Número de líneas telefónicas totales ------------------------------------------------> 164
  - Número de líneas telefónicas en el casco urbano -------------------------------------> 109
  - Número de líneas telefónicas en el polígono industrial ------------------------------> 55

- Conducciones y Depósitos
  - Población estacional máxima con caudal suficiente -----------------------------------> 500
  - Población estacional máxima con caudal insuficiente ---------------------------------> 0
  - Población estacional máxima con tratamiento de cloración ----------------------------> 500
  - Población estacional máxima con otros tratamientos ----------------------------------> 0
  - Longitud de las conducciones (kilómetros) -------------------------------------------> 3,14
  - Longitud de las conducciones en buen estado (kilómetros) ----------------------------> 3,14
  - Longitud de las conducciones en ejecución (kilómetros) ------------------------------> 0,00
  - Capacidad de los depósitos (m³) -----------------------------------------------------> 287
  - Metros cúbicos de depósito en buen estado -------------------------------------------> 287
  - Metros cúbicos de depósito en ejecución ---------------------------------------------> 0

### Equipamiento
Los equipamientos existentes se concentran en el núcleo urbano de La Colilla.
- Equipamiento técnico-administrativo y de seguridad
  - Edificio del ayuntamiento

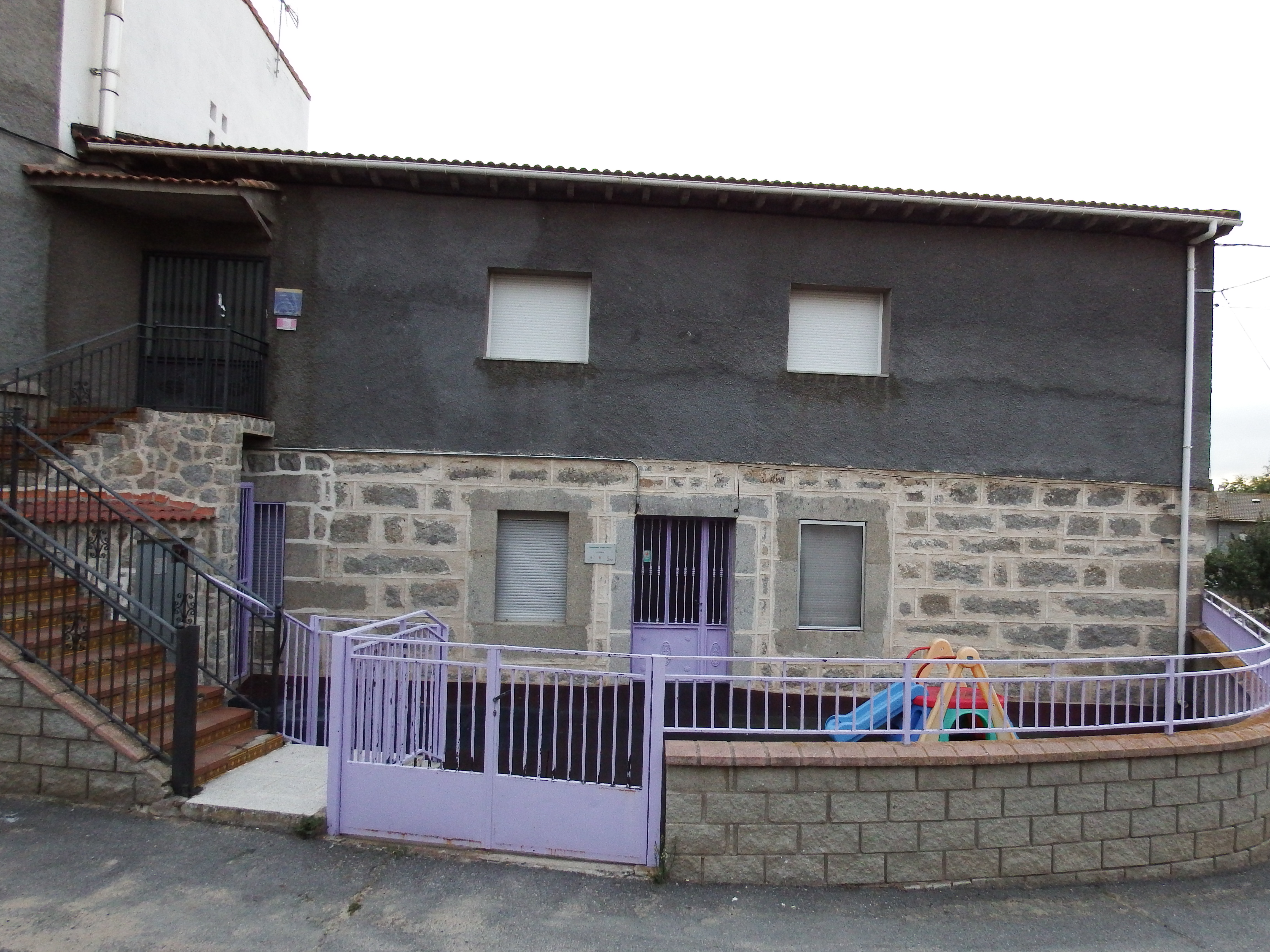
Guardería

  - GuarderíaTrabajadora social (La Colilla cuenta con los servicios de una trabajadora social. Gracias a este servicio, subvencionado por la Junta de Castilla y León, se aporta asistencia personal a los ancianos y se dispone de clases de apoyo y espacio de juegos dos días por semana para los niños que asisten al colegio de La Colilla)
  - Servicio de secretaría
  - Servicio de guardería dentro del programa «Crecemos» de la Junta de Castilla y León

- Equipamiento sociocultural y recreativo
  - Centro polivalente, inacabado, para reuniones, centro cultural y de espectáculos
  - Servicio de bibliobús
  - Telecentro subvencionado por la Junta de Castilla y León

- Equipamiento religioso
  - Iglesia parroquial

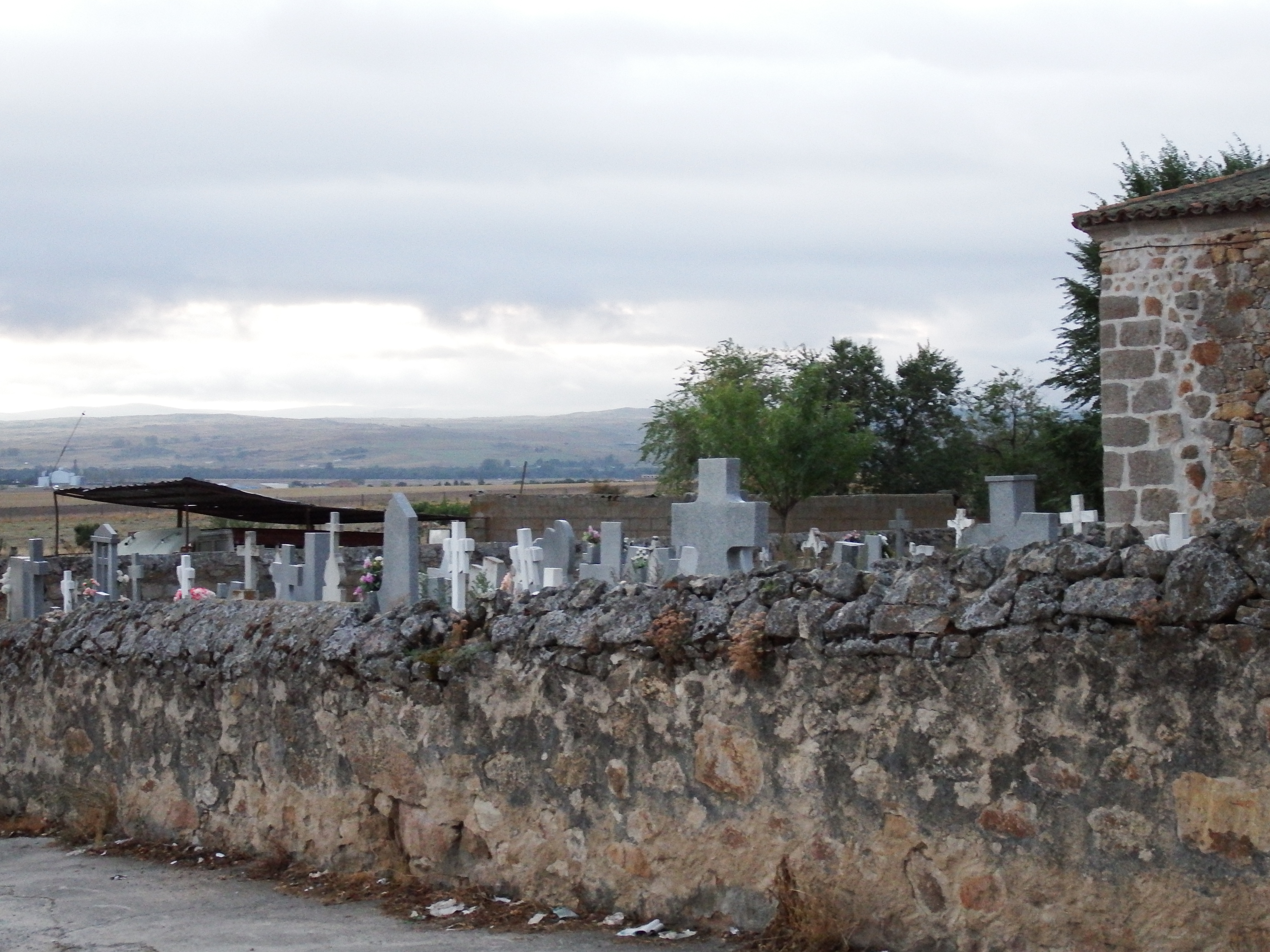
Cementerio

  - CementerioErmita con tanatorio (en construcción)
  - Dos cementerios (uno de ellos en construcción)

- Equipamiento escolar
  - Una escuela. Dos centros de enseñanza con capacidad para 60 alumnos

- Equipamiento sanitario y asistencial
  - Consultorio médico (con médico de cabecera y ATS que pasan consulta periódicamente)
  - Servicio de botiquín (dependiente de la farmacia de Martiherrero)

- Equipamiento de comunicación y transporte
  - Teléfono público
  - Servicio de correos
  - Autobús interurbano hacia Ávila, servicio a demanda[4]
  - Gasolinera (en la carretera N-110)

- Equipamiento deportivo
  - Polideportivo municipal cubierto, inacabado
  - Superficie deportiva al aire libre
  - Piscina municipal (en construcción desde 2004)

- Equipamiento hostelero
  - Dos bares (en el casco urbano)
  - Tres restaurantes (en el polígono industrial y en la carretera N-110)

- Equipamiento comercial y de abastecimiento
  - Dos casas de turismo rural
  - Servicio de panadería, pastelería, carnicería, pescadería, frutería y ultramarinos (comercio ambulante que se acerca al pueblo periódicamente)

## Patrimonio
El ayuntamiento está poniendo especial interés en la rehabilitación de valores naturales e históricos, como son las canteras medievales que tanto han influido en la historia del pueblo, ya que fueron gentes euscáricas las que fundaron el actual pueblo de La Colilla en los últimos años del siglo XI, con motivo de la explotación de sus canteras. Se repoblaba entonces Ávila y su tierra. Se cercaba esta ciudad de frontera con una muralla incomparable y comenzaban a erigirse imponentes iglesias románicas. Para ello se hizo necesaria piedra de primera calidad. Y es ahí donde intervino La Colilla, inmortalizándose en los monumentos más emblemáticos del Ávila medieval. Aportó no solo el duro granito para elementos defensivos de la muralla, catedral, palacios, etc. Contribuyó con una piedra única, la llamada «caleña», una piedra arenisca de tonos amarillentos y anaranjados con vetas incluso rojizas por el contenido en óxidos de hierro, ideal para la filigrana escultórica, que se utilizó en la práctica totalidad de los templos románicos de la capital abulense, en zonas puntuales de la muralla y en la reconstrucción del puente romano en el siglo XI.
La explotación de las canteras se mantuvo activa durante toda la Edad Media. La piedra colillana vio la evolución del románico al gótico en grandes templos como la basílica de San Vicente o la propia Catedral, en cuya cabecera se utilizó una variedad de ricos matices rojizos y blancos, denominada «arenisca sangrante».
El ocaso de la Edad Media y el siglo XVI supusieron también un afán constructivo que repercutió en la explotación de las canteras de La Colilla, ya que se erigieron multitud de templos y palacios nuevos durante esa época.
El siglo XVII dejó notar su crisis en las canteras colillanas como en el resto del país. Los grandes edificios ya se habían construido en los siglos precedentes, los grandes señores se han marchado a la Corte de Madrid y Ávila permanece dormida en la gloria de sus tiempos medievales.
No obstante, y a pesar de no registrarse la actividad de las canteras en el Catastro del marqués de la Ensenada referente a La Colilla y fechado en 1751, durante este siglo se asiste a una cierta proliferación de obras en parroquias rurales, lo que podría significar tal vez una pequeña reactivación de las canteras en momentos puntuales.

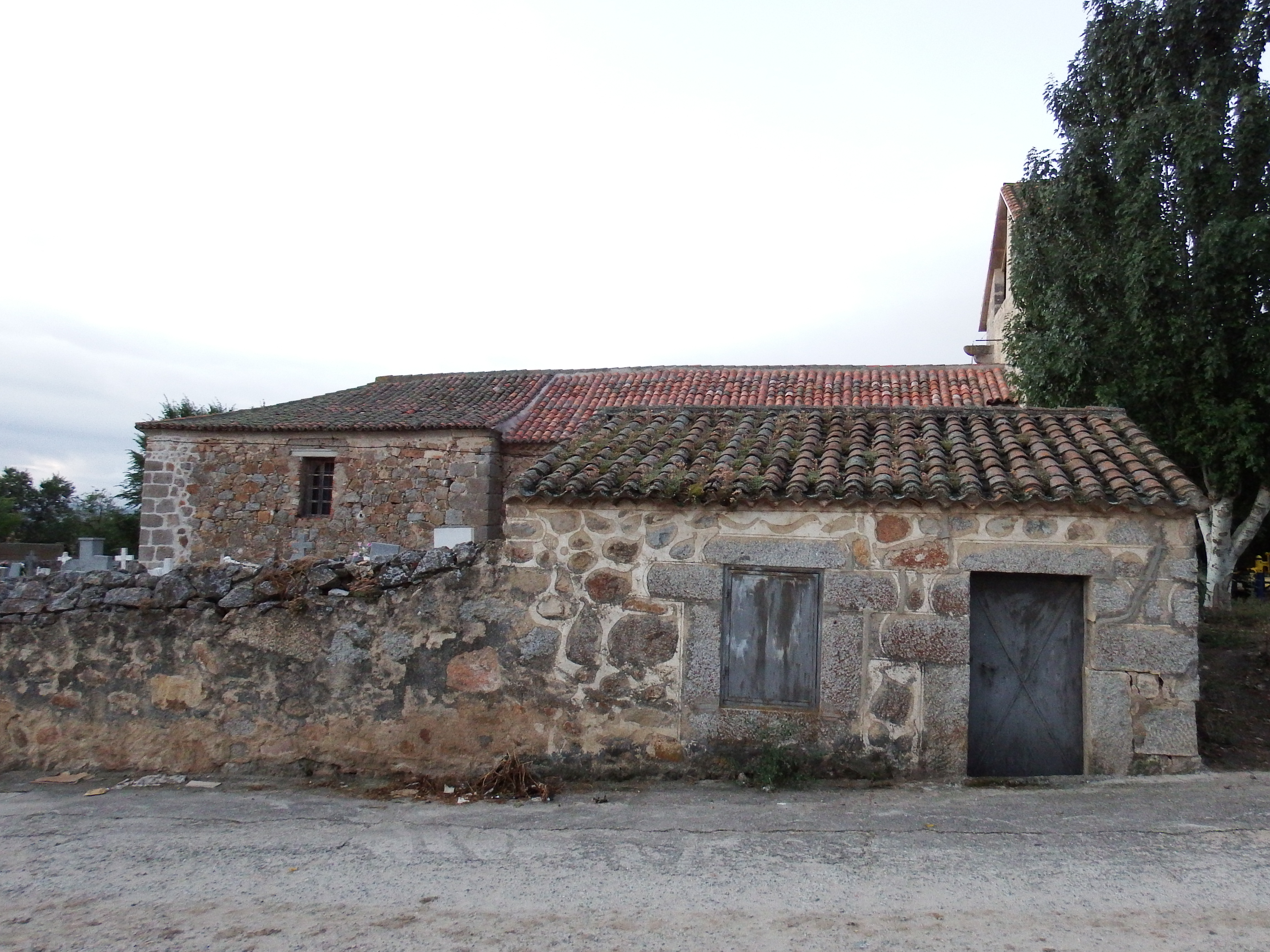
Edificación tradicional

Tras la devastación que supuso la ocupación napoleónica puede decirse que la decadencia tocó fondo. Ciudades castellanas como Ávila se encontraban prácticamente en la ruina, con lo que la situación colillana y de sus canteras no debió de ser nada boyante. La situación comenzaría a cambiar a mediados de siglo, sobre todo a raíz de la llegada del ferrocarril a Ávila en 1858. Esta revolución de los transportes reactivaría el sector de la piedra. Se acometerán restauraciones de los edificios más emblemáticos de Ávila con piedra de La Colilla, como las realizadas por el arquitecto Enrique María Repullés y Vargas en San Vicente y la muralla en 1884.
Pero la verdadera reactivación se produjo en las canteras de granito, fundamentalmente para la producción de adoquines, acarreados desde La Colilla hasta la estación de trenes. Con estos adoquines se pavimentaron calles y plazas de las principales ciudades españolas, como por ejemplo el piso actual de la plaza Mayor de Madrid. La guerra civil española prácticamente acabó con la actividad de las canteras. El éxodo hacia Madrid, Barcelona y Bilbao dejó estas explotaciones en un estado de semiabandono. No obstante, tras conseguir Ávila el título de Patrimonio de la Humanidad en 1985, las canteras de «caleña» fueron protegidas legalmente para las restauraciones del románico de la capital abulense.
Con este proyecto de recuperación de las canteras medievales de La Colilla se pretende contar con la experiencia de los viejos canteros, recuperar el entorno de estas antiguas explotaciones y ofrecer una oportunidad de futuro a las nuevas generaciones.

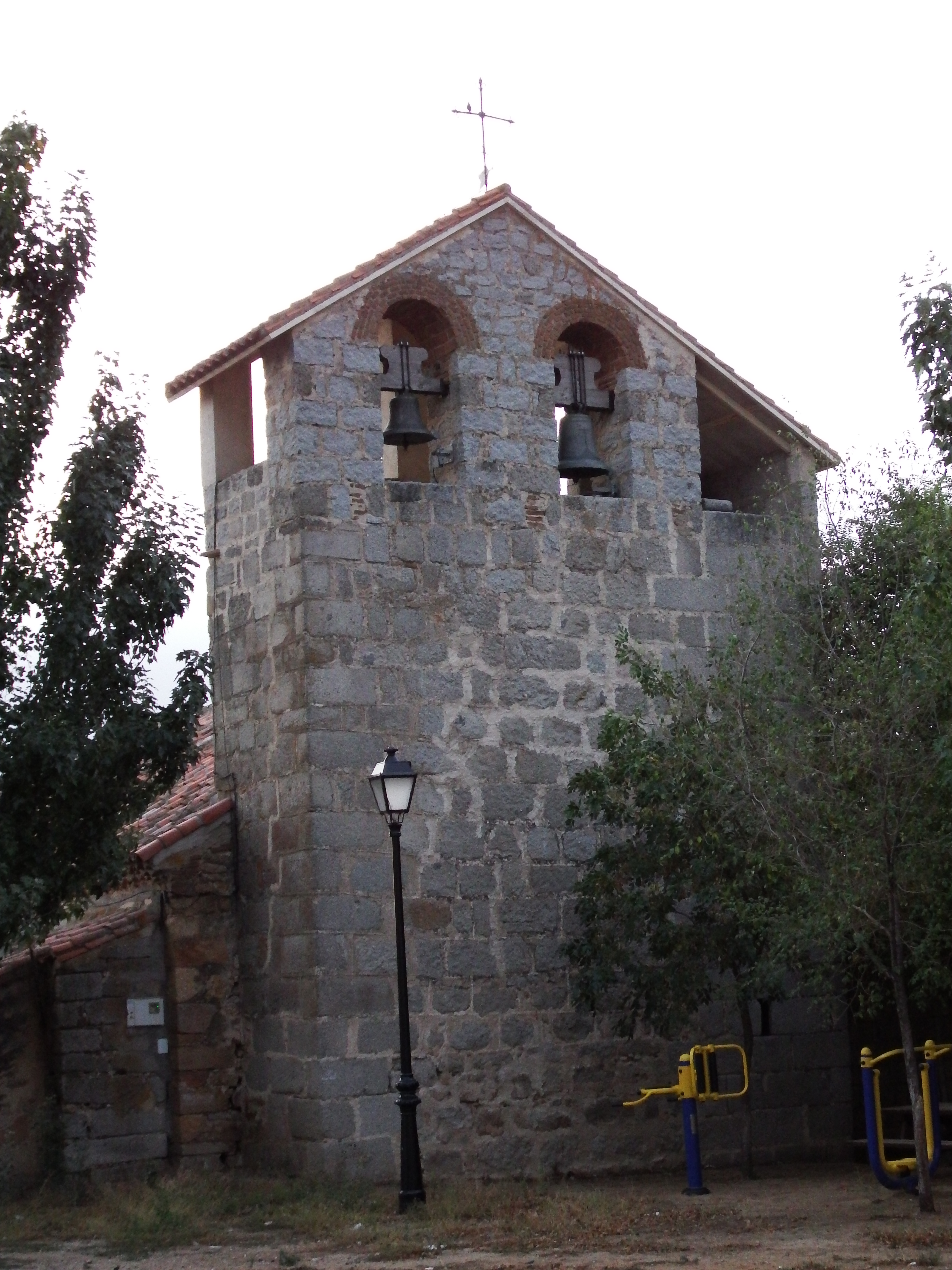
Iglesia de la Asunción

Por lo que respecta a los valores históricos y artísticos, se considera que deben preservarse algunos edificios significativos como la iglesia parroquial, que se encuentra bajo la advocación de Nuestra Señora de la Asunción. La imagen actual del templo corresponde básicamente a las reformas que en él se realizaron durante el siglo XVII y el siglo XVIII, como el exquisito artesonado de madera que sostiene todo el tejado y un destacado retablo barroco. El pórtico exterior se reconstruyó en el siglo XX por buenos canteros de la tierra. No obstante, han sobrevivido hasta hoy distintos elementos arquitectónicos que nos llevan al siglo XVI e incluso a tiempos medievales. Tal es el caso de la torre, muy remozada, pero con una antiquísima escalera de caracol, toda ella de magnífica y recia cantería de granito. De mediados del siglo XVI data la pila bautismal y en el siglo XV pueden fecharse los restos del alfiz de bolones de Ávila que se encuentra en las inmediaciones. Algunos muros, con presencia de piedra arenisca denotan un origen más antiguo, muy posiblemente de los años de la repoblación, allá por los finales del siglo XI y principios del siglo XII.
También se ha de tener especial atención con la fuente, que es una de las imágenes emblemáticas de La Colilla. La fuente de la plaza, una recia construcción de granito erigida en 1919 por el entonces alcalde Rosendo Martín. Ubicada en el mismo lugar que otra anterior, ya mencionada por el Diccionario de Pascual Madoz de 1849, consta de dos pilones, con juntas selladas con plomo y dos grandes monolitos prismáticos que cobijan sendos caños que no han llegado a extinguirse ni durante los veranos más secos.
El ayuntamiento ha prestado especial interés en la rehabilitación del Potro de herrar, colocándolo como monumento en las inmediaciones de la era. Este potro, con una planta cuadrada, lo forman cuatro pilastras de granito, unidas por travesaños de madera y barras macizas de hierro, aprovechadas para atar a los animales y dar estabilidad al conjunto. En el centro se encuentran dos postecillos de un par de cuartas, rematados de forma ungulada para herrar a las caballerías.